# Whisky mit Wodka
Die Tragikomödie Whisky mit Wodka ist ein deutscher Kinofilm von Andreas Dresen. Es ist Dresens bis dahin aufwändigster Film, der offizielle deutsche Kinostart war am 3. September 2009.

## Handlung
Otto Kullberg ist ein berühmter Schauspieler, der gelegentlich zu viel trinkt. Als er sich während des Drehs zu seinem neuen 1920er-Jahre-Film „Tango für Drei“ betrinkt und vor der Kamera stürzt, befürchtet die Produktion, dass er wegen seines Alkoholproblems gänzlich ausfallen könnte, zumal schon einmal ein Film mit ihm aus diesem Grund nicht fertiggestellt werden konnte. Deshalb engagiert man kurzerhand den jüngeren Schauspieler Arno Runge, mit dem alle Szenen zur Sicherheit ein zweites Mal gedreht werden sollen. Kullberg muss seine Rolle gegenüber Runge behaupten. Seine Partnerin im „Film im Film“ ist Bettina Moll, seine Ex-Partnerin im wirklichen Leben. Jetzt ist sie die Frau des überforderten Regisseurs Martin Telleck. So muss Kullberg nicht nur im Film kämpfen und liefert sich ein Darstellerduell mit Runge, auch im wirklichen Leben geraten die Dinge durcheinander. In einer Schlüsselszene antwortet Telleck auf die Frage nach der Botschaft des Films: „Die Botschaft gibt es vielleicht gar nicht. Man macht einen Film nämlich nicht, weil man Bescheid weiß, sondern um etwas herauszufinden. Der Film ist Vermutung. Es geht um immer neue Bilder für die Dinge, die sich immer wiederholen, die großen Phänomene: die Liebe, der Tod und das Wetter.“

## Produktion

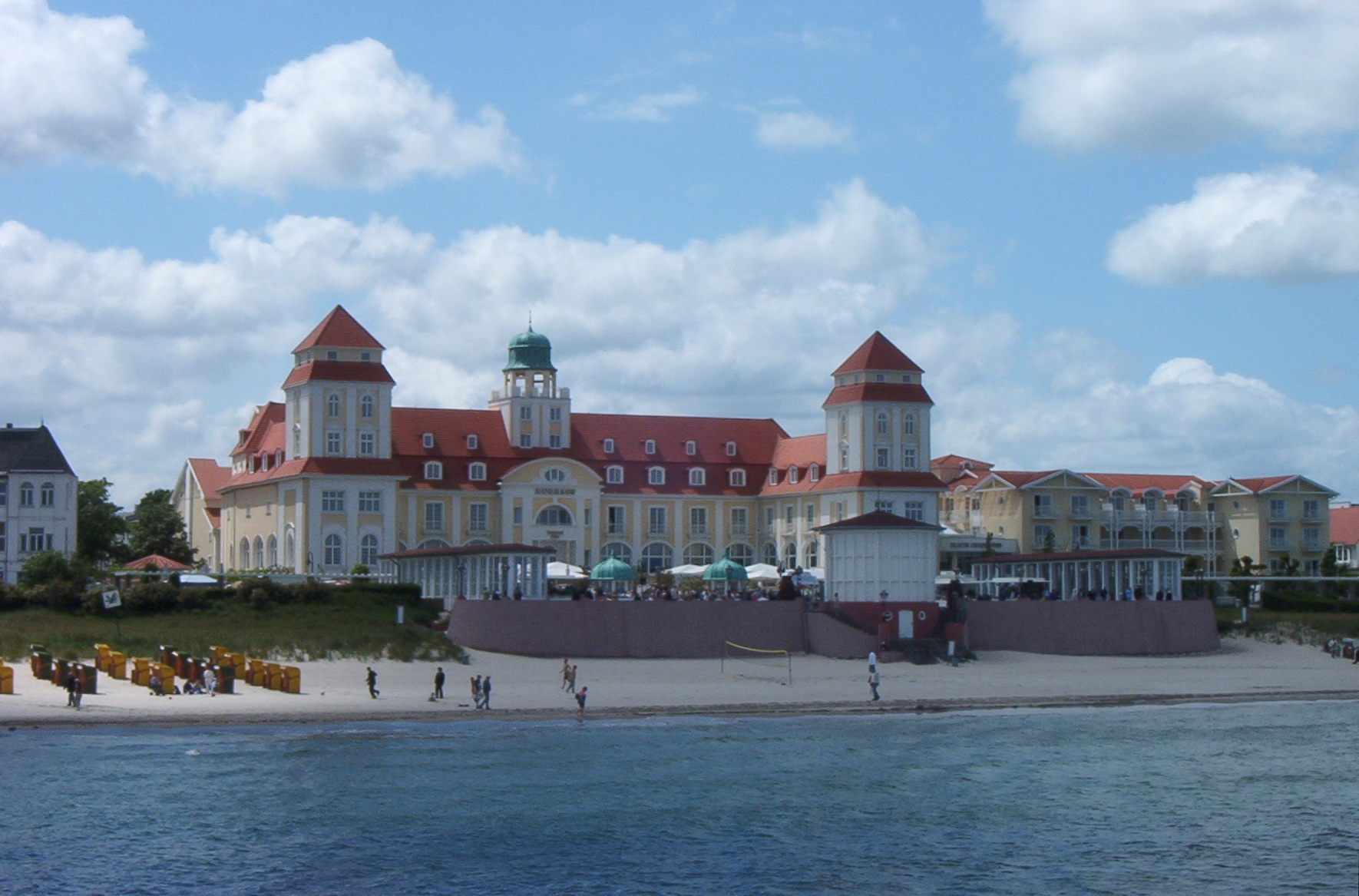
Kurhaus Binz: Hier fanden die Dreharbeiten zum „Film im Film“ statt.

### Filmidee
Auf die Frage, warum alle Szenen doppelt gedreht werden, schildert der Regisseur Andreas Dresen die Idee zum Film wie folgt: „Auf der Zugfahrt vom Kinofest Lünen, wo wir Sommer vorm Balkon vorstellten, zurück nach Berlin erzählte mir mein Drehbuchautor Wolfgang Kohlhaase von diesem kuriosen Treppenwitz der Filmgeschichte. Ich kannte das vom Theater, aber beim Film ist es ein Unikat. Ich hätte nie gedacht, dass es das wirklich gegeben hat. Ich habe mit dem Regisseur des DEFA-Zweiteilers ‚Schlösser & Katen‘ von 1957, Kurt Maetzig, telefoniert. Er sagte mir, dass er das aus rein pädagogischen Erwägungen gemacht habe, quasi um seinen dem Alkohol ergebenen Hauptdarsteller auf den Weg der Tugend zurückzuführen, was auch einigermaßen gelungen sein soll. Das war aber nur die Anregung für ‚Whisky mit Wodka‘.“
Frank Beyer, der 1956 Regieassistent bei Kurt Maetzig war, berichtete seinem Freund Kohlhaase, dass der DEFA-Hauptdarsteller Raimund Schelcher bei den damaligen Dreharbeiten wegen Alkoholproblemen ständig ausfiel. Deshalb engagierte man für 23 Drehtage zusätzlich den Schauspieler Hans Hardt-Hardtloff.

### Drehorte
Der Hauptdrehort für die Außenaufnahmen war das Kurhaus Binz auf Rügen, die Innenaufnahmen im Kurhaussaal fanden im leerstehenden Parkhotel Weißer Hirsch in Dresden statt. Die Wohnwagensiedlung war am Strand von Prerow auf dem Darß aufgebaut. Die Studioaufnahmen fanden im Potsdamer Studio Babelsberg statt. Die Ausflugsszene entstand rund um das Gasthaus „Weißer Schwan“ in Hohenschöpping, einem Ortsteil von Velten.

## Kritiken

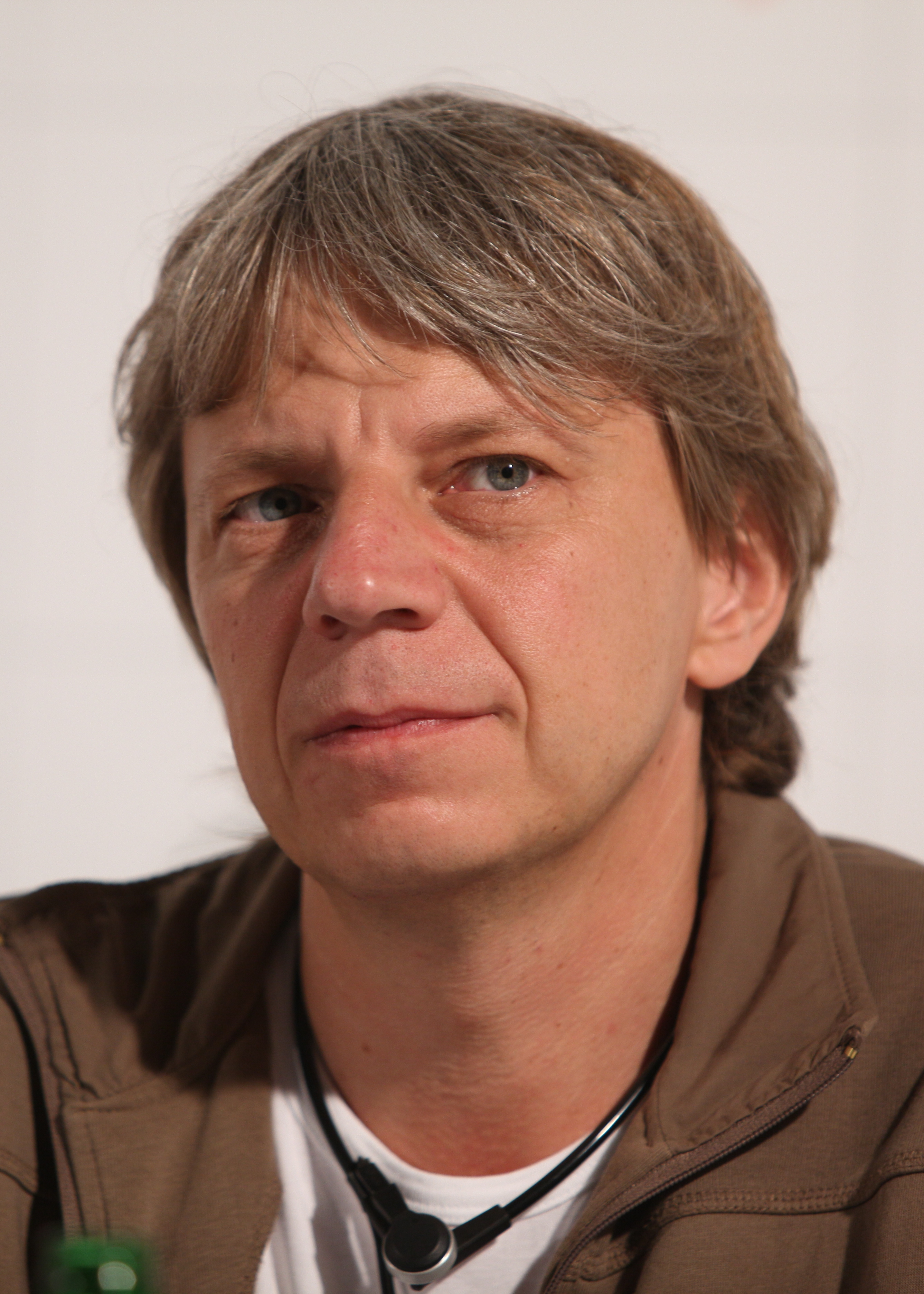
Andreas Dresen bei der Präsentation des Films beim 44. Internationalen Filmfestival Karlovy Vary in Karlsbad.

„Melancholische Tragikomödie mit einem grandiosen Schauspieler-Ensemble und punktgenauen Dialogen über die Vergänglichkeit von Träumen, große und kleine Lebenslügen sowie die Liebe zum Filmemachen. Wie immer begegnet Dresen seinen Figuren mit großer Zärtlichkeit, ist freilich mitunter auch allzu freundlich und unentschlossen, sodass der Film als mögliche Satire aufs Filmgeschäft ohne allzu viel Biss bleibt.“

„Whisky mit Wodka von Andreas Dresen ist eine liebevolle, melancholische Komödie über das Filmemachen.“

„Eine melancholische Tragikomödie über die Vergänglichkeit von Träumen, großen und kleinen Lebenslügen und der Liebe zum Filmemachen.“

„Whisky mit Wodka tänzelt mit perfekter Balance zwischen den Genres und führt ein ganz famoses Ensemble ideal besetzter Schauspieler vor.“

## Auszeichnungen
Whisky mit Wodka erhielt beim Internationalen Filmfestival Karlovy Vary 2009 den Preis für die Beste Regie.
2010 wurde der Film für den Deutschen Filmpreis in der Kategorie Bestes Drehbuch und Henry Hübchen in der Kategorie Beste darstellerische Leistung – männliche Hauptrolle nominiert.